# Panzerwiese
Le Panzerwiese est une zone naturelle de landes de 200 hectares située à Milbertshofen-Am Hart, au nord de Munich, en Allemagne. 
Il doit son nom en raison de son utilisation militaire antérieure (voir Panzer). Le nom « Nordhaide » est souvent utilisé de manière analogue à Panzerwiese en raison de la colonisation du même nom. 
Il fait partie de la "Naturschutzgebiet " (zone naturelle protégée) Panzerwiese und Hartelholz. Il appartient à la ceinture verte de Munich. Il a été enregistré auprès de l'Union Européenne en tant que zone faune-flore-habitat  (forêts de landes et de tourbières du nord de Munich). 

## Emplacement
Au nord de celle-ci se trouve une zone forestière, Hartelholz, au nord-est Fröttmaninger Heide et dans les zones de peuplement situées au sud le long de la Neuherbergstraße. Le Panzerwiese est situé entre les quartiers Hasenbergl et Harthof (district Milbertshofen-Am Hart, district Am Hart) et Neuherberg.

## Caractéristiques

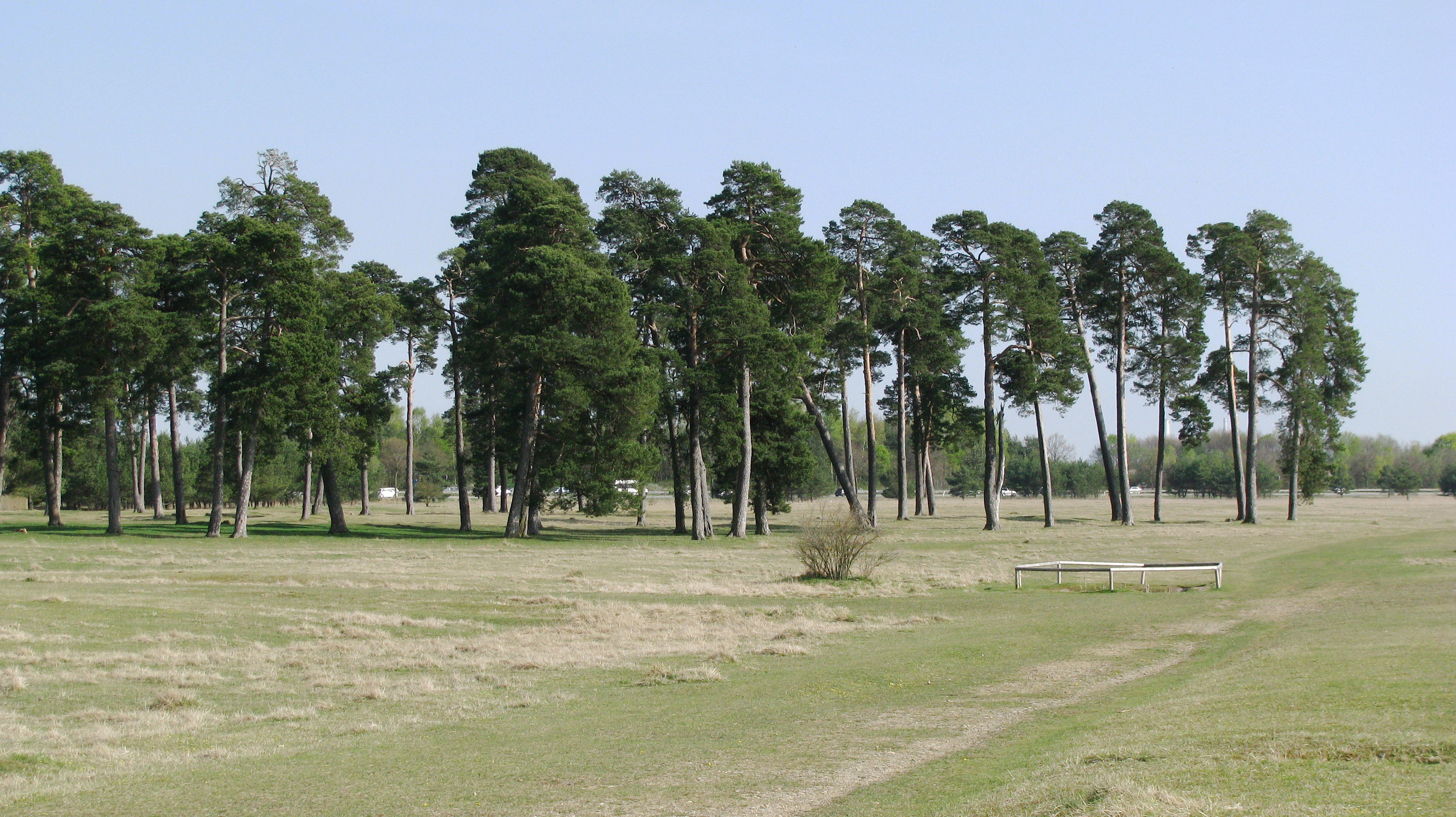
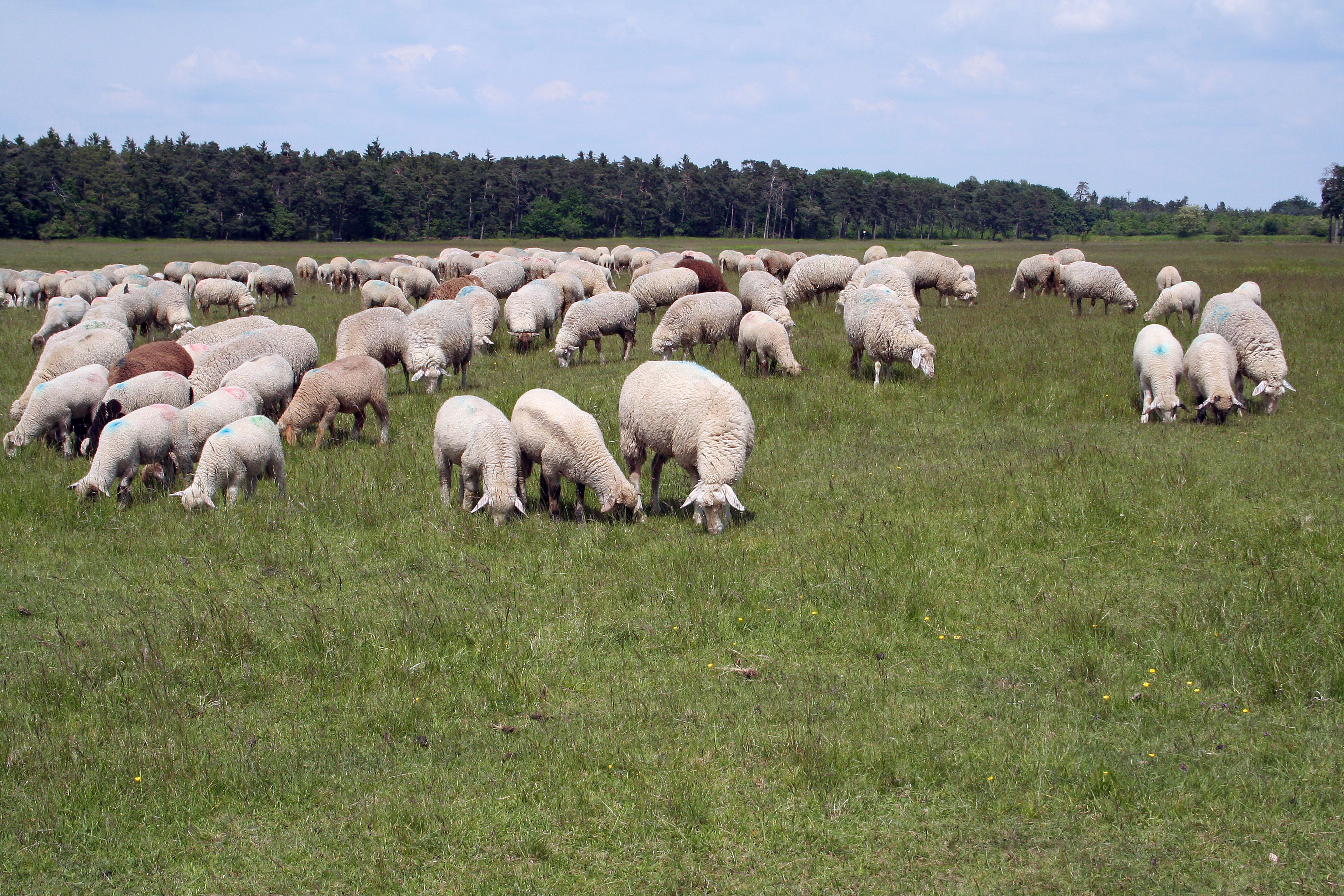
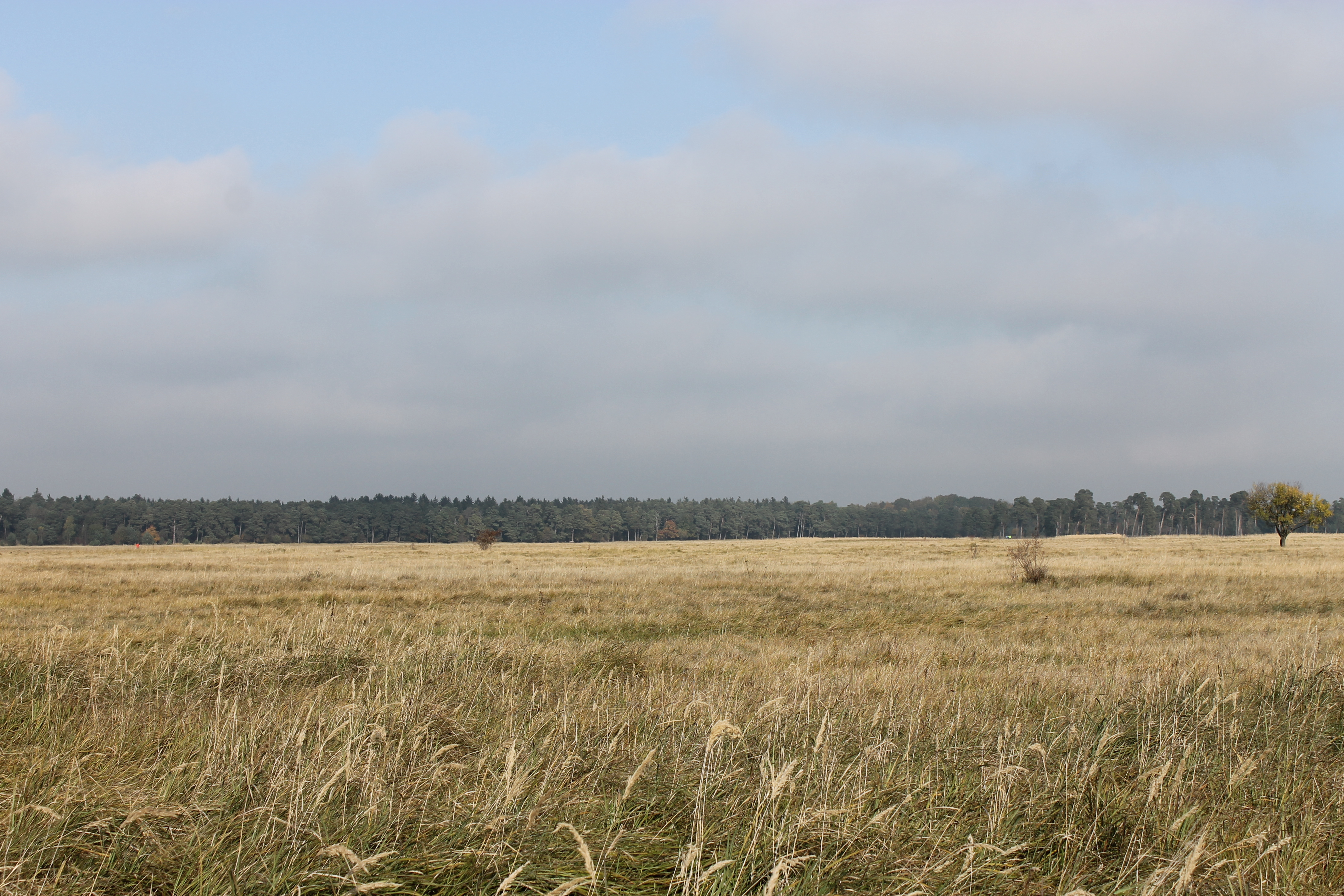

Le Panzerwiese est situé dans la plaine de gravier de Munich, sur les dépôts de gravier glaciaires de l'Isar. Le type de sol est un sol de récolte peu profond et pauvre en éléments nutritifs, avec une perméabilité à l'eau élevée et une faible capacité de filtration. 
La prairie est recouverte de pelouses calcaires et représente environ un tiers de la zone de landes restante de la plaine de gravier munichoise. Le pré est pratiquement sans arbres et sans arbuste. Seulement avec la construction de la colonie "Nordhaide", des arbres ont été plantés dans la zone résidentielle. Environ 180 espèces de plantes ont été identifiées sur le Panzerwiese, dont 23 figurent sur la liste rouge de l'UICN des espèces menacées, par exemple la gentiane de Clusius. En outre, la prairie de Panzerwiese avec les feuillus au nord fournit un habitat à diverses espèces animales (perdrix, épervier, lapin sauvage ou diverses espèces d’abeilles), dont 35 espèces figurent sur la Liste rouge. Chaque année en début d'été, le Panzerwiese est également utilisé comme pâturage pour les moutons. 

## Histoire

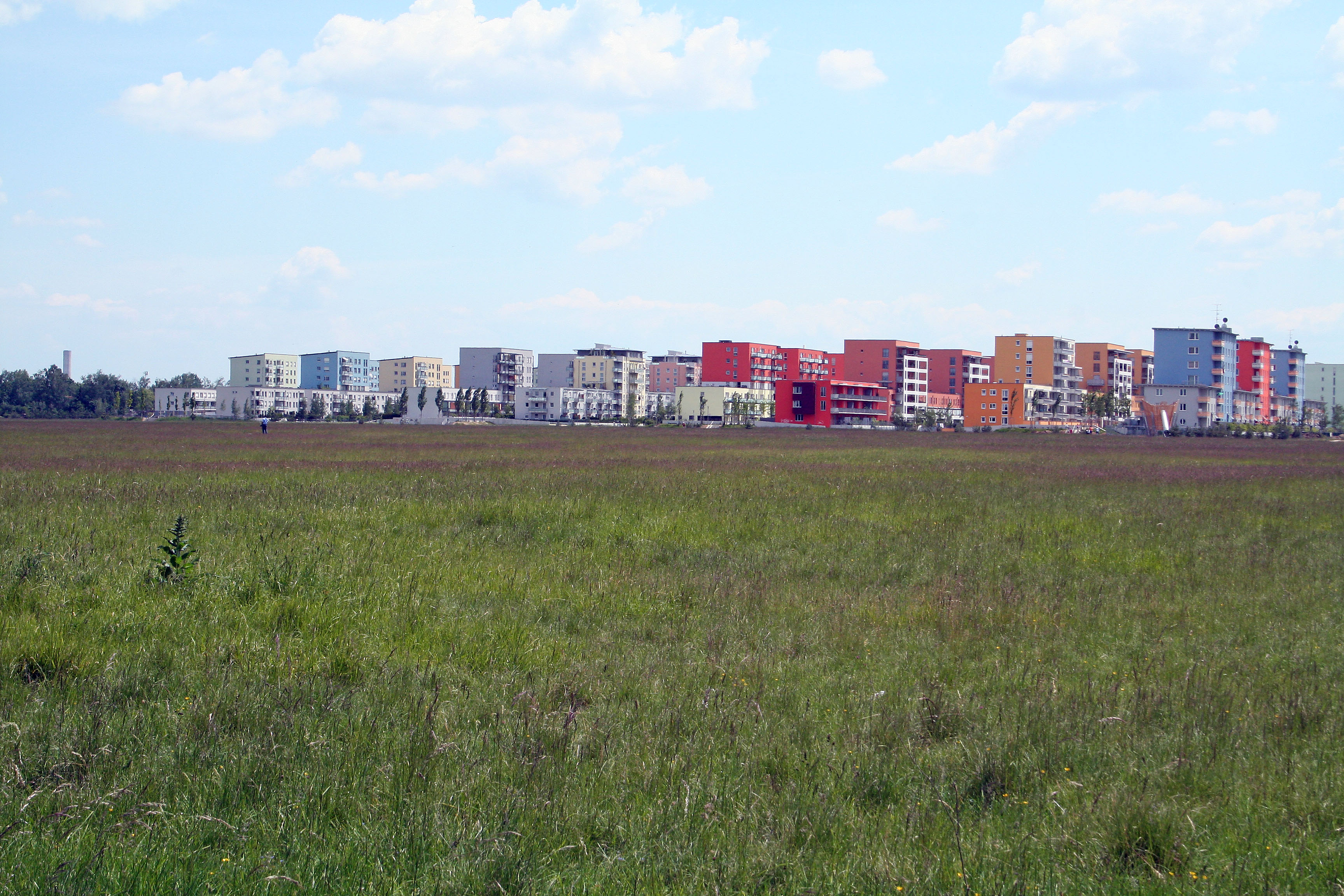
Nouvelle zone de développement "Nordhaide" dans la partie ouest du Panzerwiese

Jusqu'à la fin des années 1980, le Panzerwiese était utilisé comme zone d'entraînement militaire ("Training Area Warner Kaserne " - MT-238); jusqu'à la fin des années 1960, le terrain d'aviation Warner Strip se trouvait ici  et a été fermé au public, quelques fragments de béton rappelant encore ce passé.  
La ville de Munich a acheté le site en 1994. L'espace ouvert devait être développé afin de soulager le marché du logement tendu à Munich. Un avis d'expert déjà rédigé en 1990, faisant référence à l'importance écologique, a conclu que seule la partie sud du pré devait être aménagée. La colonie dite Nordhaide comprend plusieurs immeubles de trois à huit étages et environ 2 500 unités résidentielles, dont une résidence pour étudiants, ainsi que diverses zones commerciales. 
Jusqu'en 1993, la ligne de métro U2 était prolongée de la Scheidplatz à la Dülferstraße. La ligne passait sous la partie sud-ouest de la Panzerwiese entre Harthof et Dülferstraße. Le tunnel et la gare à double voie étaient principalement construits à ciel ouvert, le Panzerwiese étant encore sous-développé à cette époque. La sortie de la station de métro Dülferstraße en direction de Panzerwiese n’a été achevée qu’en 2002. 
Avec les forêts de feuillus la bordant au nord et atteignant l’A 99, la superficie restante du Panzerwiese - superficie totale avec forêt incluse d’environ 280 hectares - a été désignée réserve naturelle protégée le 5 juin 2002 et enregistrée auprès de l’UE en tant que site faunistique et zone d'habitat de la flore. 